# Psychotria psychotriifolia
Psychotria psychotriifolia là một loài thực vật có hoa trong họ Thiến thảo. Loài này được (Seem.) Standl. miêu tả khoa học đầu tiên năm 1916.